# Кастанеда, Карлос
Ка́рлос Се́сар Сальвадо́р Ара́нья Кастане́да (исп. Carlos César Salvador Araña Castañeda; 25 декабря 1925, Кахамарка, Перу — 27 апреля 1998 года, Лос-Анджелес, США) — американский писатель, поэт, этнограф, мыслитель эзотерической ориентации и мистик. Доктор философии по антропологии (1972).
Автор 12 книг-бестселлеров, разошедшихся тиражом в 28 миллионов экземпляров на 17 языках, и посвящённых изложению эзотерического учения о «Пути знания». Первые книги Карлоса Кастанеды были приняты научным Антропологическим обществом, но, с углублением Кастанеды в оккультную и эзотерическую проблематику, научная значимость книг в области антропологии была критически переосмыслена и отвергнута. Невозможность проверить описанные в книгах события вызывала шквал критики и сомнения их достоверности.
В более поздних книгах и интервью Кастанеда объяснил, что его книги — феноменологический отчёт, метафорическое и мифологическое описание из области оккультизма и мистицизма. Он указывал, что описанные методики не являются разновидностью психоанализа или психологической помощи. Написанные в 1971 году статьи в «Журнале прикладной герменевтики», Кастанеда выпустил лишь в 1996 году; в них, во вступительном слове, он связал учение о «Пути знания» с герменевтикой — философским методом толкования текстов. В событиях книги Кастанеды «Колесо времени» учитель Кастанеды Хуан Матус заявил, что придумал псевдо-индейский шаманский вздор для отвлечения внимания. В интервью 1985 года Кастанеда объяснил, что слово «тольтеки» следует толковать не в антропологическом значении, как индейскую культуру Мезоамерики, а в широком смысле, как обозначение «людей знания», подобно категории философов.
Карлос Кастанеда остаётся одним из ярчайших мыслителей эзотерической, мистической и оккультной направленности в русле второй половины XX века, характеризуемой развитием идей постмодернизма на фоне научно-технической, сексуальной и психоделической революции западного общества.

## Биография
Карлос Кастанеда, следуя описанному в своих книгах «Пути воина», целенаправленно старался держать в тайне свою жизнь, а также уничтожил большинство личных вещей, записей и фотографий. В результате история его жизни стала объектом многочисленных спекуляций и противоречащих друг другу версий, что осложняет составление точной биографии.
Существует несколько источников сведений о Карлосе Кастанеде:
- сведения, которые предоставил сам Кастанеда в книгах, статьях и некоторых интервью;
- информация из СМИ от авторов, которые прямо или косвенно утверждают о достоверности своих сведений;
- найденные исследователями документы;
- воспоминания, разной степени достоверности, лично знавших Карлоса Кастанеду людей[14][15].

Карлос Кастанеда долгие годы сознательно не реагировал на многочисленные противоречивые публикации в прессе относительно его жизни, деятельности и смерти при жизни. Кастанеда отказывался фотографироваться, запрещал видеосъёмку и использование диктофона во время интервью и публичных лекций. Кастанеда объяснял это тем, что, согласно «Пути воина», личная история фиксирует образ человека и лишает его свободы.

### Дата и место рождения
Точная дата рождения Карлоса Кастанеды неизвестна. Существующие версии:
- По версии журнала «Тайм» (март 1973) Карлос Кастанеда родился в 1925 году[18]
- В некоторых публикациях датой рождения указывается 25 декабря 1931 года[19].
- Кастанеда называл датой своего рождения 25 декабря 1935 года[20]

Местом своего рождения Кастанеда называл деревню Juquery (с 1948 — Майрипоран) «неподалёку от Сан-Паулу в Бразилии», что косвенно подтверждается тем, что он свободно изъяснялся по-португальски. Однако, согласно другой версии, Кастанеда родился в Перу в городе Кахамарка.

### Ранние годы

#### Авторизованная версия
По словам Карлоса Кастанеда, первоначально его звали Карлос Аранья (Carlos Aranha; порт. aranha — паук), однако впоследствии,  при получении американского гражданства в 1959 году, он принял фамилию матери — Кастанеда, а не отца — Аранья. Он родился в обеспеченной семье 25 декабря 1925 года в Сан-Паулу, Бразилия. На момент рождения возраст его матери составлял 15 лет, а отца — 17. Впоследствии обстоятельства зачатия он описывал как быстрое совокупление «за дверью» (что дон Хуан в воспоминаниях Кастанеды охарактеризовала как «скучное совокупление»). Его передали на воспитание одной из сестёр матери. Она умерла, когда ему было шесть лет; Кастанеда относился к ней, как к матери. Настоящая мать Кастанеды умерла, когда ему исполнилось двадцать пять.
Маленький Карлос отличался несносным поведением и часто попадал в неприятности. Когда ему было примерно 10—12 лет, Карлоса Аранью отправили в интернат в Буэнос-Айрес. В год пятнадцатилетия (1951) его отправили в США. По всей видимости, родители нашли ему принимающую семью в Сан-Франциско, в которой он жил, пока не окончил обучение в школе (Hollywood High School). Получив диплом о среднем образовании, он поехал в Милан учиться в Академии изящных искусств Брера. Однако изобразительное искусство ему не давалось и, вскоре, он вернулся в Калифорнию.
В период между 1955 и 1959 годами он посещал различные курсы по литературе, журналистике и психологии в City College в Лос-Анджелесе. В это же время он работал помощником у одного психоаналитика, где его задачей было упорядочивание сотен магнитофонных аудиозаписей, сделанных в ходе терапевтических процедур. «Их было примерно четыре тысячи, и при прослушивании жалоб и рыданий я обнаружил, что в них отражаются и все мои страхи и страдания».
1959 становится годом получения им гражданства США. При заполнении документов он берёт имя Карлос Кастанеда. Он принимает решение записаться в Калифорнийский университет в Лос-Анджелесе и примерно через два года завершает обучение по специальности антропология.
В январе 1960 года Карлос Кастанеда заключает брак с Маргарет Раньян, но в июле того же года они расходятся. Официально же развод был оформлен лишь 17 декабря 1973 года.
Карлос Кастанеда остаётся при университете, записавшись на учёбу без перерывов до 1971 года. В 1968 году он получает степень магистра за работу «Учение дона Хуана» (1968), а в 1973 — степень доктора философии по антропологии за свою третью книгу — «Путешествие в Икстлан» (1972).

#### Версия журнала «Тайм»
В марте 1973 года журнал «Тайм» публикует обширную статью о Карлосе Кастанеде. Впоследствии, Кастанеда опровергал напечатанные в ней сведения, предполагая, что неверная, с его точки зрения, информация была дана в погоне за сенсацией. По версии журнала, в 1951 году некто Карлос Сесар Аранья Кастанеда действительно приехал в Сан-Франциско, о чём свидетельствуют записи иммиграционной службы. Однако датой его рождения было 25 декабря 1925 (а не 1935, как утверждал Кастанеда), а под гражданством значилось Перу.
По утверждению «Тайм», отец его был ювелиром и часовщиком по имени Сезар Аранья Бурунгарай, а мать, Сусана Кастанеда Навоа (в одном из интервью Кастанеда сказал, что это имя — плод фантазии журналиста), умерла, когда ему было двадцать четыре. Карлос Кастанеда три года учился в средней школе Кахамарки, затем, в 1948 вместе с семьёй переехал в Лиму. Там он закончил Национальный Колледж св. Девы Марии Гваделупской. Затем, он обучался живописи и скульптуре в Национальной школе изящных искусств Перу. Вероятно, именно по причине авторитетности журнала «Тайм», на фоне недостатка официальной информации о Карлосе Кастанеде, в тот период данная версия получила большое распространение и многократно копировалась другими изданиями.

### Ученичество у Дона Хуана
В рамках подготовки магистерской диссертации на факультете антропологии Калифорнийского университета в Лос-Анджелесе Карлос Кастанеда решил провести полевое исследование. Его интерес к полевой работе был открыто поддержан профессором Клементом Мейганом. Мнение других учёных отличалось, так как они считали, что Кастанеда должен сначала накопить необходимый багаж академических знаний. По словам Кастанеды, в решении провести полевую работу он руководствовался тем, что время, отпущенное на изучение мыслительных процессов коренных американских культур, стремительно истекало и можно было попросту опоздать. Местом проведения данной полевой работы оказались штат Аризона, США, и штат Сонора, Мексика, а результатом многолетней работы — книга «Учение дона Хуана» и знакомство с Хуаном Матусом.
Летом 1960 года, планируя написать статью о лекарственных растениях североамериканских индейцев, Карлос Кастанеда начал свою работу. Он отправился по предложению своего друга в путешествие по Юго-Западу США и в Ногалесе, Аризона, впервые встретил человека, известного в его книгах под именем дона Хуана Матуса, шамана из племени яки. Вскоре он отправился к дону Хуану в Сонору и в течение нескольких лет с перерывами, в период с 1961 по 1965 год, проходил у него обучение. Осенью 1965, Кастанеда прекратил ученичество и вернулся в Лос-Анджелес. В 1968 году издательство University of California Press опубликовало первую книгу, «Учение дона Хуана», благодаря которой год спустя он получил степень магистра. Книга сразу же стала бестселлером, как и все последующие работы автора.
В 1968 году Кастанеда вернулся в Сонору и возобновил обучение у дона Хуана. В 1971 году его ученичество дало плоды в виде книги «Отдельная реальность», а в 1972 году он опубликовал книгу «Путешествие в Икстлан», за которую получает докторскую степень.
После этого Карлос Кастанеда сокращает публичную активность, реже даёт интервью и, в соответствии с учением о «Пути воина», запутывает и уничтожает информацию о себе. В 1974 году выходит книга «Сказки о силе», в которой дон Хуан уходит из этого мира, и в последующих книгах Карлос Кастанеда восстанавливает события из воспоминаний с целью разобраться в сложной системе мировоззрения Хуана Матуса.

### Последние годы
В период с 1977 по 1997 год вышли оставшиеся восемь книг Карлоса Кастанеды. С первой половины 1970-х по конец [1980-х Карлос Кастанеда, по предположениям, вместе со своей группой вёл активную практику согласно учению о «Пути воина». В состав группы входили: Флоринда Доннер-Грау, Тайша Абеляр, Кэрол Тиггс, Патрисия Партин (она же «Синий разведчик») и ещё несколько человек. В 1984 году Карлос Кастанеда встречался с режиссёром Федерико Феллини, который всерьёз рассматривал возможность снять фильм по книгам Карлоса Кастанеды. С начала 1990-х годов Кастанеда начал вести более активный образ социальной жизни, читать лекции в Калифорнийском университете, обучать небольшие группы, а затем устраивать платные семинары и лекции в США и Мексике.
16 июня 1995 года Кастанеда основал свою издательскую организацию «Cleargreen» для распространения тенсегрити и в качестве места для встреч и лекций. В 1998 году вышли 2 последние книги Карлоса Кастанеды — «Колесо времени» и «Магические пассы». Первая является дополненным сборником цитат из предыдущих книг, вторая описывает комплексы телесно-ориентированных практик.
Карлос Кастанеда умер 27 апреля 1998 года. Официальная причина смерти — рак печени, сообщения о чём в газетах появились лишь 18 июня. Примечательно, что люди, которые были близки и вхожи в его дом, давали информацию о самовозгорании его тела. Никто не знает о месте захоронения Кастанеды. По одной из версий Кастанеда был кремирован, а прах увезён в Мексику.

## Ученики
Ученики Карлоса Кастанеды качественно делятся на три категории:
- Посвящённые — те, кто был наиболее близок к Кастанеде на протяжении долгого периода и документально, в виде своих книг, демонстрируют как своё понимание учения, описанного Кастанедой, так и поддержку этого понимания от Карлоса Кастанеды;
- Приближённые — те, кто не обладает признаками посвящённых, но лично посещал семинары и лекции Кастанеды в поздний период и был лично знаком с Кастанедой. Приближённые имеют свою частную точку зрения, которая может противоречить идеям Кастанеды и которую они могут озвучивать в интервью или своих книгах;
- Сторонние читатели — те, кто съезжался на открытые семинары и лекции и имеет в распоряжении только публично доступную информацию.

К группе посвящённых относятся две женщины — это Регина Тал (Флоринда Доннер-Грау), Марианн Симко (Тайша Абеляр). Тал и Симко начали обучение у Кастанеды около 1970 года и, при поддержке Карлоса Кастанеды, выпустили книги о своём ученичестве.
Группа приближённых, формировавшаяся с начала 1990 года (в этот период Кастанеде было около 65 лет), насчитывала к 1997 году около 30 человек. Наиболее известные участники: Кэтлин Полман (Кэрол Тиггс), впоследствии, стала директором компании Cleargreen; режиссёр Брюс Вагнер, который несколько раз брал интервью у Кастанеды и снял первый фильм о Тенсегрити; писательница Эми Уоллес — присоединилась к группе будучи в глубоком кризисе и позже выпустила книгу о своих воспоминаниях того периода; Карен Махони и Алексис Бурзински (Найи и Рената Мюрез соответственно) — позже вошли в состав совета директоров компании Cleargreen; Пауло Риварола (Майлс Рид) — позже вместе с Айрин Александер основал компанию Being Energy (Быть Энергией) для развития магических пассов Кастанеды.
В 1993 году Флоринда Доннер, Тайша Абеляр и Кэрол Тиггс основали проект Toltec Artists для проведения семинаров. Первый семинар состоялся в июне 1993 года. Появились первые упоминания о телесно-ориентированных практиках и в 1995 году Кастанеда, Тиггс, Абеляр и Доннер представляют публике «Тенсегрити» — систему магических пассов, адаптированных, как объясняется, для современного человека. В 1996 году из окружения Карлоса Кастанеды формируются новые группы и на их основе возникает корпорация Cleargreen. В 2010 году Кэрол Тиггс заняла должность президента.

## Список произведений
Первая книга Карлоса Кастанеды была опубликована в 1968 году и в краткие сроки стала бестселлером с тиражом в несколько миллионов экземпляров. В дальнейшем Карлос Кастанеда опубликовал ещё 11 книг, посвящённых учению о «Пути знания», неизменно становившихся бестселлерами во многих странах мира.
- 1968 — Учение дона Хуана: Путь знания индейцев яки[36] (англ.  The Teachings of Don Juan, A Yaqui Way of Knowledge)
- 1971 — Отдельная реальность (англ.  A Separate Reality)
- 1972 — Путешествие в Икстлан (англ.  Journey to Ixtlan)
- 1974 — Сказки о силе[37] (англ.  Tales of Power)
- 1977 — Второе кольцо силы (англ.  The Second Ring of Power)
- 1981 — Дар орла (англ.  The Eagle’s Gift)
- 1984 — Огонь изнутри (англ.  The Fire From Within)
- 1987 — Сила безмолвия (англ.  The Power of Silence)
- 1993 — Искусство сновидения (англ.  The Art of Dreaming)
- 1997 — Активная сторона бесконечности (англ.  The Active Side of Infinity)
- 1998 — Колесо Времени (англ.  The Wheel of Time)
- 1998 — Магические пассы: практическая мудрость шаманов древней Мексики (англ.  Magical Passes of the Sorcerers of Ancient Mexico)

Интервью и статьи:
- Карлос Кастанеда. Лекции и интервью. — М.: София, 2006. ISBN 5-9550-0560-9
- Fort, Carmina. Conversationes con Carlos Castaneda. — Madrid, 1991 (отчёт о встречах Кармины Форт с Карлосом Кастанедой в 1988 году, в котором делается попытка прояснить некоторые противоречивые вопросы вокруг личности последнего, например, с журналом «TIME». (На русском языке: Форт К. «Беседы с Карлосом Кастанедой» // Карлос Кастанеда. Лекции и интервью. — М.: София, 2006)).
- «Журнал прикладной герменевтики», цикл статей «Читатели бесконечности», Карлос Кастанеда[38]

## Карлос Кастанеда и осознанные сновидения
В 1993 году Карлос Кастанеда публикует книгу «Искусство сновидения», которая описывает комплекс практик, которые необходимо выполнять во сне. К этому времени научному сообществу уже был знаком феномен, названный в англоязычной литературе «lucid dream» (букв. ясный сон; в русском переводе — осознанный сон). За десять лет до выхода книги Кастанеды психофизиолог Стивен Лаберж опубликовал свои первые исследования в области осознанных снов.
Уточнение: В 1972 году Карлос Кастанеда публикует книгу «Путешествие в Икстлан» Journey to Ixtlan, в которой описываются техники «настройки сновидений», в дальнейшем до 1993 года такие техники описываются в каждой из его восьми последующих книг, поэтому Кастанеда описывал данный феномен задолго до Стивена Лабержа.
Книгу Карлоса Кастанеды «Искусство сновидения» часто связывают с осознанными сновидениями, а также астральными и внетелесными путешествиями. Однако в книге «Магические пассы» Кастанеда критически высказался о «lucid dream», называя этот феномен «фантасмагорическими мирами». В других книгах Карлоса Кастанеды и его прямых учениц (Флоринда Доннер, Тайша Абеляр) никогда не употреблялось словосочетание «lucid dream». В книге «Искусство сновидения» Кастанеда утверждает, что снови́дение (англ. dreaming), как особый процесс восприятия, выходит за пределы воображаемого. Так же Кастанеда критиковал и само слово «снови́дение» как причину, по которой комплекс его практик связывают с сонным фантазированием.
В свою очередь Стивен Лаберж в соответствии с психологической и нейрофизиологической моделью считает феномен осознанных сновидений работой воображения, фантазии и памяти, которые в процессе фазы быстрого движения глаз во сне реконструируют виденные человеком образы.
Причина, по которой Карлос Кастанеда дистанцировался и критиковал сонное фантазирование и феномен «lucid dream», может быть целостно рассмотрена только в контексте мистической и оккультной мифологемы книг Карлоса Кастанеды. Кастанеда указывал, что целью учения является абсолютная свобода и выход к постижению абсолютной энергетической реальности. Данная проблематика является актуальной для всего комплекса религиозного мистицизма и оккультизма (см. майя, плерома, исихазм, суфизм) и не может быть сравнима с представлением об осознанных снах как о работе воображения. В мистических и оккультных учениях сном часто считается то состояние, которое обычно считается бодрствованием и ставится задача преодоления сноподобного транса повседневности.
Ключевое противоречие между поклонниками осознанных снов и учением о «Пути знания», которое описал Карлос Кастанеда, заключается в том, что Кастанеда описывает свой способ выхода за пределы восприятия повседневного мира к постижению абсолютной реальности, а поклонники осознанных сновидений, и в том числе психофизиологи в лице Стивена Лабержа, рассматривают феномен осознанного сна как замкнутую, самодостаточную и независимую от мира область психической активности, в которой сконцентрированы воображение, фанатазии и память человека. Кастанеда утверждает, что сон необходимо преодолеть и выйти к восприятию не идиосинкратической картины объективного мира (см. мистицизм, оккультизм), а поклонники осознанных снов, наоборот, исследуют мир сонной фантазии как самодостаточный и манипулируемый с целью удовлетворения собственных потребностей и желаний (см. солипсизм, агностицизм). Для описания целей, преследуемых поклонниками осознанных сновидений Карлос Кастанеда использовал термин индульгирование (англ. indulge — потакать, потворствовать своим желаниям).

## Критика
Карлоса Кастанеду критикуют за описание психоделических растений, недобросовестное отношение к своим последователям и распущенность в поздний период (90-е годы). Читатели, решившие последовать за Кастанедой, съезжались на лекции и семинары и оказались впоследствии брошенными, сохранив обиду на него на многие годы, невзирая на объяснения того о том, что ученик не должен зависеть от учителя. Критически настроенные читатели рассматривают книги Кастанеды как художественный вымысел.

## Наследие
- В августе 2015 года в музее Фоулера Калифорнийского университета в Лос-Анджелесе прошла выставка коллекции масок и трещоток индейцев Яки, собранных во время полевых работ в 1960-е годы доктором философии Калифорнийского университета в Лос-Анджелесе Карлосом Кастанедой. Выставка носила название: «Фаулер в фокусе: маски индейцев Яки Карлоса Кастанеды»[54]
- О Кастанеде было снято два фильма и, за неимением достоверного материала, они были сняты в стиле интервью: «Рассказы из Джунглей. Карлос Кастанеда» (BBC, 2007)[55], «Загадка мага»[56] (2004).